# Luigi Ademollo
 (juillet 2025).
Luigi Ademollo (Milan, 30 avril 1764 – Florence, 11 février 1849) est un peintre italien de la fin du XVIIIe siècle et de la première moitié du XIXe siècle.

## Biographie

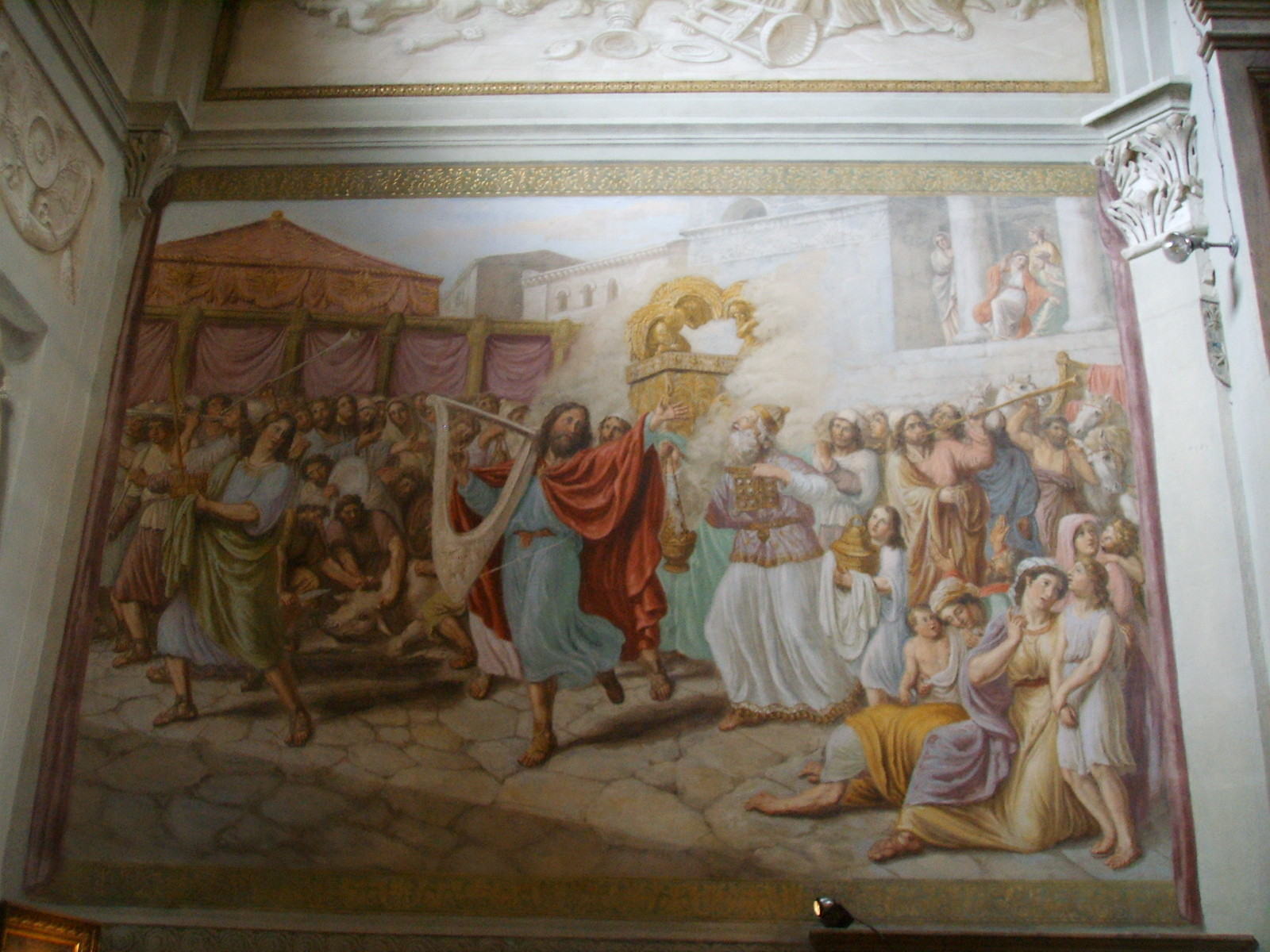
L'Arca Santa, Cappella dell'Assunta,
Basilica della Santissima Annunziata, Florence

Luigi Ademollo s'inscrit à l'Académie de Beaux arts de Brera à Milan, où enseignent, Giuliano Traballesi, Giocondo Albertolli et Giuseppe Piermarini. En 1788, il arrive à Florence et exécute, en 1789, les décorations du Théâtre de la Pergola. La même année, il est nommé professeur à l'Académie des Beaux arts de Florence.
Il passe sa vie principalement entre Florence et Rome. Ses capacités de décorateur sont accompagnées d'une considérable culture littéraire. Il intervient dans la chapelle du Palais Pitti et en diverses salles du même palais, à la Basilica della Santissima Annunziata, dans les palais Pucci et Capponi, en travaillant pour des églises dans la province de Bergame et dans la province de Brescia, à Lucques, à Livourne, à Pise et à Sienne.
À Arezzo, il exécute des fresques de scènes de l'Ancien et du Nouveau Testament.